# SHA LA LA / Remember Me
「Sha La La / Remember Me」（シャララ / リメンバーミー）は、TUBE with Friendsのシングルである。2000年4月17日発売。発売元はパラダイス・レコーズ。

## 概要
- TUBEが自ら企画を担当して結成したグループのシングルである。
- ハワイ盤だけの作品であり、ハワイにてリリースされた。そのため、日本盤は存在しない。
- 本作品の2曲は、TUBEの32ndシングル「Truth of Time」から選曲されたものである。
- TUBE結成15周年を祝って行われるアロハスタジアム・ライブに向けてのプロジェクトの一部として、英語歌詞によるアメリカ版CDシングルが、2000年2月、ホノルルのレコーディングスタジオ「TK Disc Studios」(現：Island Sound Studios)にて制作された。[1]
- このCDシングルの収益の一部は、現地の福祉団体「Easter Seals Hawaii」へと寄付された。[2]
- 「SHA LA LA (English Version)」は、ボーカル及びコーラスにRobi Kahakalau、Robert Kekaura、Malani Bilyeu(Kalapana)、Jeff Rasmussen、Natural Vibrationsが参加し、ハワイならではのアレンジとなっている。また、ギターのスペシャルゲストには、TOTOのSteve Lukatherが参加している。[3]
- 「Remember Me (English Version)」は、アカペラコーラスグループ、チャントがゲストとして参加している。

## 収録曲
| 全作詞: 前田亘輝、全編曲: TUBE。 |                                   |           |            |      |
| #                                | タイトル                          | 作詞      | 作曲       | 時間 |
| 1.                               | 「SHA LA LA (English Version)」   | 前田亘輝  | 春畑道哉   | 5:53 |
| 2.                               | 「Remember Me (English Version)」 | 前田亘輝  | 栗林誠一郎 | 5:37 |
| 合計時間:                        | 合計時間:                         | 合計時間: | 11:30      |      |

## 収録シングル
- TUBE…32ndシングル『Truth of Time』 (2000年4月12日)